# Paz Martínez
Norberto Alfredo Gurvich, más conocido como Paz Martínez (San Miguel de Tucumán, Tucumán, en 23 de abril de 1948), es un cantante y compositor argentino. 
Se inició como integrante del Trío San Javier, hasta el año 1982, cuando emprende su carrera solista. Como compositor ha escrito canciones que han sido el tema central de novelas, como por ejemplo Una voz en el teléfono y Padre Coraje. Por esta última, la canción "¿Y qué?" fue merecedora del premio Martín Fierro en la edición 2004 en la terna Mejor tema musical original.Ha escrito canciones para artistas como Valeria Lynch, José Vélez, Orlando Netti y Paloma San Basilio. Nota aparte, merecen sus intervenciones como compositor de la canción "Verás" para Madonna y que apareció como bonus track en el disco Something to Remember en la edición del año 1996. Ese mismo año intervino en la producción de Paul Anka Amigos, con la adaptación en español de "Diana" como coautor junto a Alejandro Lerner.

## Biografía
Paz Martínez es hijo de David Gurvich —judío de origen ruso— y Fortuna Martínez Paz, tucumana, con cuyo apellido creó su nombre artístico. Comenzó su carrera como miembro del "Trío San Javier", pero en 1982 se va del grupo para iniciar su carrera solista y es reemplazado por el catamarqueño Carlos Bazán. En 1985 edita la canción "Qué par de pájaros", que logra gran suceso y difusión. 
En 1987 logra aún más repercusión con el tema "Amor pirata". Es a partir de entonces que la carrera de Paz Martínez comienza a crecer; tanto por sus bellas canciones, exquisitamente por él interpretadas, como por su inagotable veta de compositor, que día tras día y fruto de un trabajo constante y perseverante, le va sumando éxito tras éxito a su carrera de autor. 
Es tan aceptado su estilo que grandes figuras e intérpretes de la música le solicitan temas, o bien abordan cantar directamente algunos de sus tantos éxitos. Entre algunas de dichas figuras se puede mencionar a: Valeria Lynch, Eddie Sierra, María Martha Serra Lima, Los Nocheros, Alejandro Abdala, Tamara Castro, Rodrigo Bueno, Luciano Pereyra, Estela Raval, Manuela Bravo, Claudio Basso, Armando Manzanero, Dyango, Jordi, Gilberto Santa Rosa, Paloma San Basilio, Cano Estremera, Marco Antonio Muñiz, Grupo Tremendo, Alejandro Ley, Miranda!, Grupo Cantaniño, Brenda K. Starr, entre otros.
Aunque muchos lo ignoran, también hizo la adaptación de la canción "You'll See" de la cantante estadounidense Madonna; al español llamado en su versión "Verás".
Si bien Paz Martínez, en los últimos años, ha profundizado su labor en el campo de la composición de temas no por ello ha dejado abandonada su faceta de intérprete, y en ésta ha efectuado variados recitales en público y en televisión. Para nombrar algunos de ellos se pueden citar: El Teatro Ópera, Centro Cultural Quinta Trabuco, Canal 7 (televisora argentina) y otros escenarios del país.
Hay que destacar la importante labor que desarrolla -por pedido especial de diferentes productores de novelas de televisión- para elaborar el tema central que será la canción representativa de tales producciones. Se destacan los temas "Una lágrima sobre el teléfono" de la novela Una voz en el teléfono e "¿Y qué?" de la novela Padre Coraje. Por esta última, Paz Martínez recibe el premio "Martín Fierro" a la mejor producción musical para televisión del año 2004. Nuevamente y por la composición del tema Mujer de nadie, realizado para la novela de televisión titulada Mujeres de nadie (2007), vuelve a recibir un premio Martín Fierro en la 38 edición de entrega de los mismos, cosechando así su segunda estatuilla en lo que va de la década.
Desde hace más de cuatro años es miembro de la comisión directiva de SADAIC (Sociedad Argentina de Autores y Compositores), ocupando el cargo de tesorero, cumpliendo una destacada labor que cuenta con el apoyo y beneplácito de sus pares.
El 7 de junio de 2012 debutó como juez de Soñando por Cantar, en un programa que se emitió en vivo desde Río Grande, Tierra del Fuego.

## Discografía

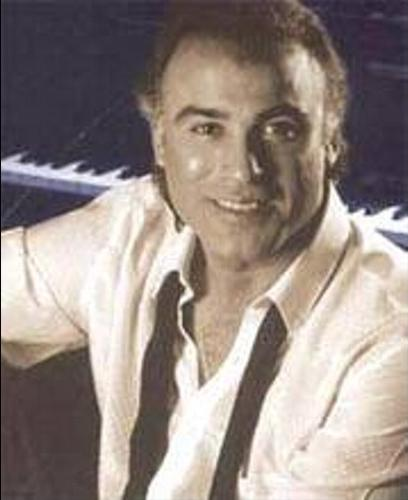

- 1978: "Así somos" - Trío San Javier - CBS
- 1979: "2" - Trío San Javier - CBS
- 1980: "Como no creer en Dios" - Trío San Javier - CBS
- 1980: "Paisajes de la vida" - Trío San Javier - CBS
- 1982: "Volver a enamorarte" - Trío San Javier - CBS
- 1983: "Grandes Éxitos" - Trío San Javier CBS
- 1984: "Algo de mi para ustedes" - CBS
- 1985: "Que par de pájaros" - CBS
- 1987: "Amor pirata" - CBS
- 1988: "Vivir por ti" - CBS
- 1989: "20 Grandes Éxitos" - Trío San Javier - CBS
- 1989: "Preso de tu piel" - CBS
- 1990: "Nadie me conoce" - CBS
- 1992: "Cuanto te amo" - SONY MUSIC
- 1994: "20 Grandes Éxitos" - SONY MUSIC
- 1997: "El Álbum de Oro" - SONY MUSIC ENTERTAINMENT ARGENTINA S.A.
- 1998: "Cada día más" - DESIGN STUDIO
- 1999: "Mis 30 Mejores Canciones" - SONY MUSIC
- 2003: "Los Esenciales" - SONY MUSIC ENTERTAINMENT ARGENTINA S.A.
- 2004: "Enamorado" - DESIGN STUDIO
- 2004: "De colección" - DISTRIBUIDORA BELGRANO NORTE
- 2007: "Historia - Grandes Éxitos... Hoy" - DAS PRODUCCIONES
- 2009: "Los Elegidos" - BMG
- 2010: "Historia - Grandes Éxitos... Hoy - Vol. 2" - DAS PRODUCCIONES
- 2012: "20 Éxitos Originales" - SONY MUSIC
- 2012: "Recital en vivo" (DVD) - DESIGN STUDIO
- 2012: "Secretos" - DESIGN STUDIO

## Simples/Singles/Promocionales
- 1979: "Esto se llama amor / Tucumán eterna primavera" - Trío San Javier (Simple) - CBS
- 1979: "15 primaveras tienes que cumplir / Tu eres madre amor" - Trío San Javier (Simple) - CBS
- 1980: "Como no creer en Dios / Se llama Franco mi niño" - Trío San Javier (Simple) - CBS
- 1981: "Una lágrima sobre el teléfono / Una lágrima sobre el teléfono" (Simple) - SONY DISCOS
- 1987: "Amor, donde hubo fuego / Amor, donde hubo fuego" (Simple) - CBS
- 1989: "Contigo aprendí / Que ganas de volver a verte" (Simple) - CBS
- 1992: "Tesoro / Cuanto te amor" (Simple) - SONY MUSIC ENTERTAINMENT ARGENTINA S.A.

## DVD
- 2010: "Recital en vivo" - DESIGN STUDIO

### Canciones
Se detallan a continuación algunos de los numerosos temas que forman parte de su producción discográfica (cifra que rondaría un total de 450 canciones):
- No sirves de nada
- Si me preguntan por ti
- Para qué diablos
- A fuego Vivo
- Qué par de pájaros
- Te propongo algo
- De tus ojos llueve y llueve
- Más, siempre más
- Hay un hombre tirado en la calle
- Que no te robe el corazón (Eddie Sierra)
- Jamás volarás de mi mente (Eddie Sierra)
- Tierna. adolescente y caprichosa
- Los recuerdos no abrazan (Luciano Pereyra)
- Una canción para mi amante
- Preso de tu piel
- Hoy me olvidé tu nombre
- Están bailando nuestra canción
- Por donde andarán tus ojos negros
- Y yo te amaba
- Digo que viva el amor
- El último en tu piel
- Que te dirás mañana
- Amor Pirata
- Una lágrima sobre el teléfono
- Y qué?
- Verás (Adaptación al español de You'll See de Madonna)
- Ámame en cámara lenta (Valeria Lynch)
- Piensa en mí (Valeria Lynch)
- No me apagues el sol
- Amor de mujer
- Me das cada día más (Valeria Lynch)
- Será como mamá y papá (Grupo Cantaniño)
- Salsa y Jazmín
- Palabras más, palabras menos
- Antes de ti, después de ti
- Roja boca (Los Nocheros)
- Un poquito de celos
- Entre la tierra y el cielo (Los Nocheros)
- Puro fuego (Rodrigo)
- Que ironía (Rodrigo)
- Desesperadamente Enamorado (Jordi Llunas)

## Vida personal
Paz Martínez está casado con Marta do Campo, y juntos tienen dos hijos, Mariano y Melina -que haciendo honor a la profesión paterna, conforman un dúo musical llamado "Código 54", dedicado al género de pop-rock-. Además de estar orgulloso de su familia, Paz siente una especial admiración por su mujer, de quien suele decir: "Tengo a mi lado a "la mujer". Ella fue y sigue siendo mi apoyo incondicional. También, es la primera persona que escucha mis creaciones y se convierte en mi público. Ella es mi crítica más certera y me sabe marcar puntos de vista sobre mis composiciones; fundamentalmente cuando las mismas pudieran no transmitir un mensaje claro, que ella percibe por su sensibilidad y condición femenina. Realmente estoy orgulloso de ella".
El 11 de septiembre de 2011 participó del programa Sábado Bus, en el cual recibió un homenaje a su trayectoria.
Vivió gran parte de su vida en la localidad de Monte Grande en la provincia de Buenos Aires, lugar donde vivía su esposa antes de que se unieran en matrimonio. Dice ser un enamorado de dicha ciudad, aunque actualmente reside en Tristán Suárez, provincia de Buenos Aires.